# Wildcat Wilson

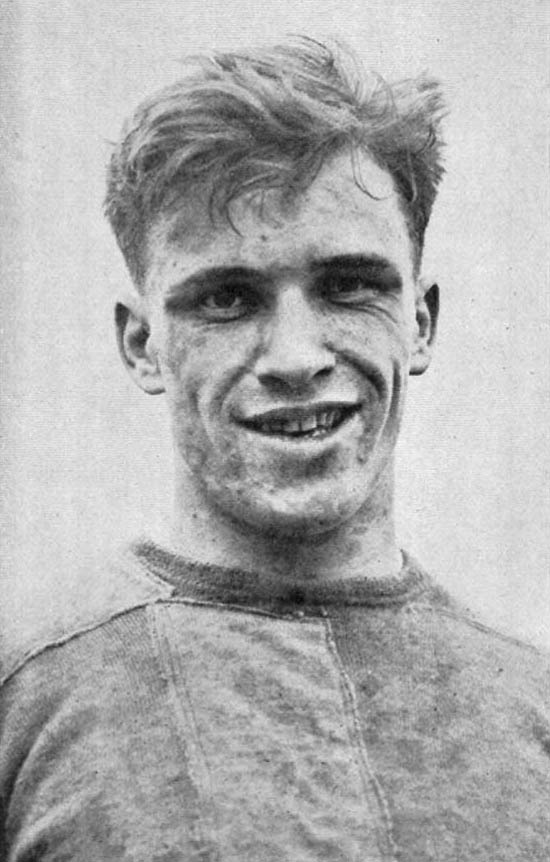
Imagem do jogador de futebol americano estadunidense Wildcat Wilson.

Wildcat Wilson foi um jogador de futebol americano estadunidense que foi campeão da Temporada de 1928 da National Football League jogando pelo Providence Steam Roller.